# Janusz Bolonek
Janusz Bolonek, właśc. Januariusz Mikołaj Bolonek (ur. 6 grudnia 1938 w Hucie Dłutowskiej, zm. 2 marca 2016 w Łodzi) – polski duchowny rzymskokatolicki, doktor teologii i prawa kanonicznego, dyplomata watykański, arcybiskup, nuncjusz apostolski w Wybrzeżu Kości Słoniowej, pronuncjusz apostolski w Burkina Faso i w Nigrze w latach 1989–1995, nuncjusz apostolski w Rumunii w latach 1995–1998, w Urugwaju w latach 1999–2008, w Bułgarii w latach 2008–2013 i w Macedonii w latach 2011–2013.

## Życiorys
Urodził się 6 grudnia 1938 w Hucie Dłutowskiej jako drugi z czworga dzieci Józefa i Józefy Bolonków. W latach 1956–1961 studiował w Wyższym Seminarium Duchownym w Łodzi. Na prezbitera został wyświęcony 17 grudnia 1961 w Dłutowie przez biskupa pomocniczego łódzkiego Jana Kulika. Inkardynowany został do diecezji łódzkiej. W latach 1961–1962 studiował filologię klasyczną na Wydziale Nauk Humanistycznych Katolickiego Uniwersytetu Lubelskiego. Dalsze studia odbył w Rzymie. W latach 1962–1966 pogłębiał wykształcenie w zakresie teologii dogmatycznej i literatury łacińskiej na Papieskim Uniwersytecie Gregoriańskim, gdzie w 1969 uzyskał doktorat z teologii. W latach 1967–1971 odbył studia z prawa kanonicznego na Papieskim Uniwersytecie Laterańskim, które ukończył z doktoratem, oraz dyplomację w Papieskiej Akademii Dyplomatycznej.
Pracę w dyplomacji watykańskiej rozpoczął w 1971. Pełnił funkcje sekretarza nuncjatury apostolskiej w Nikaragui (1971–1975), delegatury apostolskiej w Stanach Zjednoczonych (1975–1977) i nuncjatury apostolskiej w Egipcie (1977–1979). W latach 1979–1989 pracował w Sekretariacie Stanu, do 1988 jako audytor i radca nuncjatury przy Radzie ds. Publicznych Kościoła, następnie w Sekcji Stosunków z Państwami. Był członkiem Zespołu do Stałych Kontaktów Roboczych między Stolicą Apostolską i rządem PRL, a także Komisji Mieszanej Stolicy Apostolskiej i władz PRL, zajmującej się wznowieniem stosunków dyplomatycznych. Uczestniczył w przygotowaniach podróży apostolskich Jana Pawła II do Polski w latach 1983 i 1987.
Według Sławomira Cenckiewicza był agentem wywiadu PRL w Watykanie o pseudonimie „Lamos”. W październiku 1981 uczestniczył w spotkaniu Jana Pawła II z szefem CIA Williamem Caseyem, po którym miał przekazać informacje umożliwiające dekonspirację działalności wywiadowczej Ryszarda Kuklińskiego w Sztabie Generalnym Wojska Polskiego na rzecz CIA.
25 września 1989 został mianowany arcybiskupem tytularnym Madaurusu. Święcenia biskupie otrzymał 20 października 1989 w bazylice św. Piotra w Rzymie. Konsekrował go papież Jan Paweł II, któremu asystowali arcybiskupi Edward Cassidy i Francesco Colasuonno. Jako dewizę przyjął słowa „Uni Trinoque Deo” (Trójjedynemu Bogu). W latach 1989–1995 sprawował urząd nuncjusza apostolskiego w Wybrzeżu Kości Słoniowej oraz pronuncjusza apostolskiego w Burkina Faso i w Nigrze, po czym został przeniesiony na urząd nuncjusza apostolskiego w Rumunii, który piastował do 1998. W 1999 pracował w Sekretariacie Stanu w Sekcji Stosunków z Państwami. W latach 1999–2008 był nuncjuszem apostolskim w Urugwaju, w latach 2008–2013 w Bułgarii, a w latach 2011–2013 także w Macedonii.
Konsekrował biskupa diecezjalnego Minasu Francisca Dominga Barbosę Da Silveirę (2004) i biskupa diecezjalnego San José de Mayo Artura Fajardo (2007). Asystował podczas sakry biskupa pomocniczego Alby Iulii Józsefa Tamása (1997) i biskupa pomocniczego łódzkiego Ireneusza Pękalskiego (2000).
Na emeryturze osiadł w Łodzi, gdzie zmarł 2 marca 2016. 6 marca 2016 został pochowany na cmentarzu parafialnym w Dłutowie.

## Odznaczenia i wyróżnienia
W 2012 prezydent RP Bronisław Komorowski nadał mu Krzyż Oficerski Orderu Zasługi Rzeczypospolitej Polskiej. W 1975 został kawalerem Orderu Nikaragui „Miguel Larreynaga”, a w 1995 kawalerem Orderu Republiki Wybrzeża Kości Słoniowej.
Nadano mu honorowe obywatelstwo gminy Dłutów.